# Anoksja (ekologia)
Anoksja (deficyt tlenowy) – stan niedoboru tlenu w środowisku. Najczęściej dotyczy niedoboru tlenu w ekosystemach wodnych oraz w glebie (zwykle po obfitych deszczach). W rybactwie nazywany bywa przyduchą. Często wiąże się z wysoką trofią i zakwitem lub oblodzeniem powierzchni akwenu uniemożliwiającym rozpuszczanie tlenu atmosferycznego w wodzie. Długotrwałe braki tlenu (warunki anaerobowe) prowadzą do powstawania z materii organicznej dużych ilości siarkowodoru i martwicy wód, zaczynającej się w warstwach przydennych.